# Dorypterus
Dorypterus è un genere di pesci ossei estinto, appartenente ai Bobasatraniiformes. Visse nel Permiano superiore (circa 259 - 254 milioni di anni fa) e i suoi resti fossili sono stati ritrovati in Europa (Germania, Inghilterra).

## Descrizione
Questo pesce era di piccole dimensioni, e solitamente non superava i 15 centimetri di lunghezza. Possedeva un corpo compatto e alto, appiattito lateralmente, dotato di una pinna dorsale la cui parte anteriore era insolitamente sviluppata in altezza. Le mascelle erano sprovviste di denti, ed erano strutturare in modo tale che potessero compiere un movimento "a forbice". La caratteristica più insolita di Dorypterus era data dalla pinna dorsale, eccezionalmente sviluppata in altezza nella sua parte anteriore; questa pinna era alta tanto quanto era lungo tutto il corpo dell'animale. Il corpo di Dorypterus era privo di scaglie, ed era ricoperto di pelle.

## Classificazione
Descritto per la prima volta da Germar nel 1842, il genere Dorypterus (il cui nome significa "pinna a spada" per l'evidente struttura della pinna dorsale) è noto per numerosi resti fossili ritrovati in Germania e in Inghilterra in terreni del Permiano superiore. Sono note due specie di Dorypterus, D. hoffmanni (la specie tipo, e anche la più nota) e D. althausi, a volte considerata conspecifica con la prima. Dorypterus appartiene al gruppo dei Bobasatraniiformes, comprendente alcuni pesci attinotterigi arcaici dal corpo appiattito lateralmente. Dorypterus, tuttavia, è stato posto in una famiglia a sé stante (Dorypteridae) a causa delle sue caratteristiche anatomiche insolite.

## Paleoecologia
Dorypterus doveva essere un pesce costiero, che si muoveva tra gli anfratti delle rocce e la cui lunga pinna dorsale poteva muoversi per stabilizzare l'animale e cambiare direzione. La bocca priva di denti indica che questo pesce si nutriva probabilmente di alghe.